# ألان ماكدونالد (لاعب كرة مضرب)
ألان ماكدونالد (بالإنجليزية: Allan McDonald)‏ هو لاعب كرة مضرب أسترالي، ولد في 1 مارس 1951 في سيدني في أستراليا.

## وصلات خارجية
- ألان ماكدونالد على موقع رابطة محترفي التنس (الإنجليزية)
- ألان ماكدونالد على موقع الاتحاد الدولي لكرة المضرب (الإنجليزية)